# Fußballclub Bayer 05 Uerdingen 1991-1992
Questa voce raccoglie le informazioni riguardanti il Fußballclub Bayer 05 Uerdingen nelle competizioni ufficiali della stagione 1991-1992.

## Stagione
Nella stagione 1991-1992 il Bayer Uerdingen, allenato da Friedhelm Funkel, concluse il campionato di 2. Bundesliga al 1º posto. In Coppa di Germania il Bayer Uerdingen fu eliminato ai Ottavi di finale dall'Hannover 96.

## Rosa
| N. |                      | Ruolo | Calciatore          |
| -- | -------------------- | ----- | ------------------- |
| 1  | Germania (bandiera)  | P     | Bernd Dreher        |
| 2  | Germania (bandiera)  | D     | Helmut Rahner       |
| 5  | Germania (bandiera)  | D     | Heiko Peschke       |
| 7  | Rep. Ceca (bandiera) | A     | Günter Bittengel    |
| 8  | Germania (bandiera)  | C     | Axel Jüptner        |
| 11 | Germania (bandiera)  | A     | Heiko Laeßig        |
|    | Germania (bandiera)  | P     | Edmund Rottler      |
|    | Germania (bandiera)  | D     | Torsten Chmielewski |
|    | Germania (bandiera)  | D     | Robert Holzer       |
|    | Germania (bandiera)  | D     | Alexander Kutschera |
|    | Germania (bandiera)  | D     | Stephan Paßlack     |

| N. |                                 | Ruolo | Calciatore        |
| -- | ------------------------------- | ----- | ----------------- |
|    | Germania (bandiera)             | C     | Markus Bayertz    |
|    | Romania (bandiera)              | C     | Michael Klein     |
|    | Germania (bandiera)             | C     | Dirk Krümpelmann  |
|    | Germania (bandiera)             | C     | Stephan Küsters   |
|    | Bosnia ed Erzegovina (bandiera) | C     | Nermin Mahmutovic |
|    | Germania (bandiera)             | C     | Thomas Puschmann  |
|    | Germania (bandiera)             | C     | Andreas Sassen    |
|    | Romania (bandiera)              | C     | Daniel Timofte    |
|    | Germania (bandiera)             | C     | Richard Walz      |
|    | Germania (bandiera)             | A     | Thomas Adler      |
|    | Germania (bandiera)             | A     | Uwe Hartenberger  |

## Organigramma societario
Area tecnica
- Allenatore: Friedhelm Funkel
- Allenatore in seconda:
- Preparatore dei portieri:
- Preparatori atletici:

## Calciomercato

### Sessione estiva
| Acquisti | Acquisti            | Acquisti           | Acquisti |
| R.       | Nome                | da                 | Modalità |
| -------- | ------------------- | ------------------ | -------- |
| A        | Thomas Adler        | Blau-Weiß Berlin   |          |
| A        | Günter Bittengel    | Příbram            |          |
| A        | Uwe Hartenberger    | Pfeddersheim       |          |
| D        | Robert Holzer       | Hertha Berlino     |          |
| C        | Axel Jüptner        | Stoccarda          |          |
| C        | Dirk Krümpelmann    | Fortuna Düsseldorf |          |
| C        | Stephan Küsters     | Uerdingen 05 II    |          |
| D        | Alexander Kutschera | Blau-Weiß Berlin   |          |
| A        | Heiko Laeßig        | Magdeburgo         |          |
| D        | Heiko Peschke       | Carl Zeiss Jena    |          |
| D        | Helmut Rahner       | Blau-Weiß Berlin   |          |
| C        | Richard Walz        | Fortuna Düsseldorf |          |

| Cessioni | Cessioni            | Cessioni            | Cessioni |
| R.       | Nome                | a                   | Modalità |
| -------- | ------------------- | ------------------- | -------- |
| A        | Stéphane Chapuisat  | Borussia Dortmund   |          |
| D        | Holger Fach         | Borussia M'gladbach |          |
| D        | Wolfgang Funkel     | Kaiserslautern      |          |
| A        | Oliver Grein        | Rot-Weiss Essen     |          |
| P        | Siegfried Grüninger | Stoccarda           |          |
| D        | Werner Kempkens     | Hamborn 07          |          |
| A        | Michael Klauß       | Bochum              |          |
| D        | Gerhard Kleppinger  | Darmstadt           |          |
| D        | Dietmar Klinger     | Wuppertal           |          |
| A        | Siegfried Reich     | Wolfsburg           |          |
| C        | Wolfgang Rolff      | Karlsruhe           |          |
| C        | Horst Steffen       | Borussia M'gladbach |          |
| A        | Stefan Trienekens   | Fortuna Düsseldorf  |          |
| A        | Marcel Witeczek     | Kaiserslautern      |          |
| D        | Rainer Zietsch      | Norimberga          |          |

### Sessione invernale
| Acquisti | Acquisti | Acquisti | Acquisti |
| R.       | Nome     | da       | Modalità |
| -------- | -------- | -------- | -------- |

| Cessioni | Cessioni | Cessioni | Cessioni |
| R.       | Nome     | a        | Modalità |
| -------- | -------- | -------- | -------- |

## Risultati

### 2. Bundesliga

#### Girone di andata
| Arbitro: | Strigel |

|             |           |              |
| Paßlack 81’ | Marcatori | 13’ Wójcicki |

| Arbitro: | Strigel |

|                                  |           |           |
| Driller 17’ Manzi 51’ Sailer 81’ | Marcatori | 67’ Adler |

| Arbitro: | Haupt |

|  |           |                                   |
|  | Marcatori | 45’ (rig.) Vorholt 78’ Długajczyk |

| Berlino 14 agosto 1991, ore 19:30 CEST 4ª giornata | Hertha Berlino | 0 – 0 referto | Bayer Uerdingen | Stadio Olimpico (7 000 spett.)\| Arbitro: \| Amerell \| |
| Arbitro:                                           | Amerell        |               |                 |                                                         |

| Arbitro: | Gläser |

|                                 |           |             |
| Krümpelmann 58’ Laeßig 60’, 86’ | Marcatori | 44’ Belanov |

| Arbitro: | Weise |

|          |           |                     |
| Friz 82’ | Marcatori | 72’ Laeßig 77’ Walz |

| Arbitro: | Kemmling |

|                       |           |             |
| Laeßig 21’ Sassen 78’ | Marcatori | 22’ Lindner |

| Arbitro: | Heynemann |

|                               |           |             |
| Jüptner 43’ Sassen 55’ (rig.) | Marcatori | 62’ Wollitz |

| Arbitro: | Habermann |

|            |           |  |
| Niebel 11’ | Marcatori |  |

| Arbitro: | Kuhne |

|                                           |           |          |
| Sassen 36’, 64’ Jüptner 56’ Bittengel 76’ | Marcatori | 84’ Putz |

| Arbitro: | Kuhne |

|                      |           |               |
| Linke 25’ Drulák 60’ | Marcatori | 82’ Puschmann |

#### Girone di ritorno
| Arbitro: | Birlenbach |

|             |           |                             |
| Surmann 87’ | Marcatori | 67’, 82’ Laeßig 90’ Timofte |

| Arbitro: | Rubel |

|                        |           |             |
| Sassen 40’ Paßlack 50’ | Marcatori | 86’ Driller |

| Arbitro: | Funken |

|  |           |               |
|  | Marcatori | 47’ Bittengel |

| Arbitro: | Brückner |

|           |           |  |
| Adler 49’ | Marcatori |  |

| Arbitro: | Leimert |

|            |           |             |
| Probst 46’ | Marcatori | 89’ Paßlack |

| Arbitro: | Werthmann |

|                                   |           |  |
| Laeßig 6’ Adler 14’, 49’ Walz 74’ | Marcatori |  |

| Arbitro: | Schulz |

|  |           |                               |
|  | Marcatori | 21’ Walz 80’ Holzer 82’ Adler |

| Arbitro: | Leimert |

|                             |           |             |
| Wollitz 32’, 87’ Balzis 82’ | Marcatori | 38’ Paßlack |

| Arbitro: | Mölm |

|                       |           |  |
| Peschke 34’ Adler 90’ | Marcatori |  |

| Arbitro: | Merk |

|             |           |                  |
| Kröning 12’ | Marcatori | 31’ (aut.) Sturm |

| Krefeld 15 dicembre 1991, ore 15:00 CET 22ª giornata | Bayer Uerdingen | 0 – 0 referto | Oldenburg | Grotenburg Stadion (6 000 spett.)\| Arbitro: \| Funken \| |
| Arbitro:                                             | Funken          |               |           |                                                           |

### 2. Bundesliga

#### Girone di andata
| Arbitro: | Müller |

|                |           |               |
| Wawrzyniak 89’ | Marcatori | 20’ Kutschera |

| Arbitro: | Kuhne |

|                       |           |                           |
| Laeßig 9’ Paßlack 42’ | Marcatori | 13’, 82’ Gries 89’ Basler |

| Arbitro: | Kuhne |

|               |           |  |
| Bittengel 75’ | Marcatori |  |

| Arbitro: | Weise |

|  |           |             |
|  | Marcatori | 83’ Paßlack |

| Arbitro: | Bußhardt |

|                  |           |            |
| Sassen 6’ (rig.) | Marcatori | 47’ Sailer |

| Arbitro: | Boos |

|  |           |            |
|  | Marcatori | 67’ Drulák |

| Arbitro: | Strigel |

|  |           |                                        |
|  | Marcatori | 36’, 61’ Bittengel 45’, 46’, 78’ Adler |

| Arbitro: | Jansen |

|                     |           |            |
| Wójcicki 88’ (rig.) | Marcatori | 84’ Laeßig |

| Arbitro: | Kuhne |

|  |           |            |
|  | Marcatori | 83’ Helmer |

| Amburgo 17 maggio 1992, ore 15:00 CEST 32ª giornata | St. Pauli | 0 – 0 referto | Bayer Uerdingen | Millerntor-Stadion (15 260 spett.)\| Arbitro: \| Theobald \| |
| Arbitro:                                            | Theobald  |               |                 |                                                              |

### Coppa di Germania
| Arbitro: | Frey |

|                                 |                      |                           |
| Hamann Emig Zimmermann Andresen | Tiri di rigore 1 – 3 | Paßlack Krümpelmann Adler |

| Arbitro: | Möllmann |

|                |           |                       |
| Mladenovic 36’ | Marcatori | 20’ Adler 45’ Peschke |

| Arbitro: | Aust |

|            |           |                                  |
| Gemein 84’ | Marcatori | 17’ Jüptner 57’ Laeßig 78’ Adler |

| Arbitro: | Krug |

|          |           |  |
| Grün 38’ | Marcatori |  |

## Statistiche

### Statistiche di squadra
| Competizione      | Punti | In casa | In casa | In casa | In casa | In casa | In casa | In trasferta | In trasferta | In trasferta | In trasferta | In trasferta | In trasferta | Totale | Totale | Totale | Totale | Totale | Totale | DR  |
| Competizione      | Punti | G       | V       | N       | P       | Gf      | Gs      | G            | V            | N            | P            | Gf           | Gs           | G      | V      | N      | P      | Gf     | Gs     | DR  |
| ----------------- | ----- | ------- | ------- | ------- | ------- | ------- | ------- | ------------ | ------------ | ------------ | ------------ | ------------ | ------------ | ------ | ------ | ------ | ------ | ------ | ------ | --- |
| 2. Bundesliga     | 29    | 11      | 8       | 2       | 1       | 21      | 8       | 11           | 4            | 3            | 4            | 14           | 13           | 22     | 12     | 5      | 5      | 35     | 21     | +14 |
| 2. Bundesliga     | -     | 5       | 1       | 1       | 3       | 4       | 6       | 5            | 2            | 3            | 0            | 8            | 2            | 10     | 3      | 4      | 3      | 12     | 8      | +4  |
| Coppa di Germania | -     | 0       | 0       | 0       | 0       | 0       | 0       | 4            | 2            | 1            | 1            | 5            | 3            | 4      | 2      | 1      | 1      | 5      | 3      | +2  |
| Totale            | 29    | 16      | 9       | 3       | 4       | 25      | 14      | 20           | 8            | 7            | 5            | 27           | 18           | 36     | 17     | 10     | 9      | 52     | 32     | +20 |

### Andamento in campionato
| Giornata  | 1 | 2  | 3  | 4  | 5 | 6 | 7 | 8 | 9 | 10 | 11 | 12 | 13 | 14 | 15 | 16 | 17 | 18 | 19 | 20 | 21 | 22 |
| --------- | - | -- | -- | -- | - | - | - | - | - | -- | -- | -- | -- | -- | -- | -- | -- | -- | -- | -- | -- | -- |
| Luogo     | C | T  | C  | T  | C | T | C | C | T | C  | T  | T  | C  | T  | C  | T  | C  | T  | T  | C  | T  | C  |
| Risultato | N | P  | P  | N  | V | V | V | V | P | V  | P  | V  | V  | V  | V  | N  | V  | V  | P  | V  | N  | N  |
| Posizione | 6 | 10 | 11 | 11 | 8 | 6 | 4 | 3 | 5 | 2  | 3  | 2  | 1  | 1  | 1  | 1  | 1  | 1  | 1  | 1  | 1  | 1  |

Legenda:

Luogo: C = Casa; T = Trasferta. Risultato: V = Vittoria; N = Pareggio; P = Sconfitta.

### Statistiche dei giocatori
| Giocatore       | 2. Bundesliga | 2. Bundesliga | 2. Bundesliga | 2. Bundesliga | Coppa di Germania | Coppa di Germania | Coppa di Germania | Coppa di Germania | Totale   | Totale | Totale      | Totale     |
| Giocatore       | Presenze      | Reti          | Ammonizioni   | Espulsioni    | Presenze          | Reti              | Ammonizioni       | Espulsioni        | Presenze | Reti   | Ammonizioni | Espulsioni |
| --------------- | ------------- | ------------- | ------------- | ------------- | ----------------- | ----------------- | ----------------- | ----------------- | -------- | ------ | ----------- | ---------- |
| T. Adler        | 21            | 6             | 3             | 1             | 4                 | 2                 | 1                 | 0                 | 25       | 8      | 4           | 1          |
| M. Bayertz      | 7             | 0             | 0             | 1             | 1                 | 0                 | 0                 | 0                 | 8        | 0      | 0           | 1          |
| G. Bittengel    | 19            | 2             | 0             | 0             | 3                 | 0                 | 0                 | 0                 | 22       | 2      | 0           | 0          |
| T. Chmielewski  | 7             | 0             | 2             | 0             | 0                 | 0                 | 0                 | 0                 | 7        | 0      | 2           | 0          |
| B. Dreher       | 22            | 0             | 0             | 0             | 4                 | 0                 | 0                 | 0                 | 26       | 0      | 0           | 0          |
| U. Hartenberger | 0             | 0             | 0             | 0             | 0                 | 0                 | 0                 | 0                 | 0        | 0      | 0           | 0          |
| R. Holzer       | 11            | 1             | 3             | 0             | 1                 | 0                 | 1                 | 0                 | 12       | 1      | 4           | 0          |
| A. Jüptner      | 20            | 2             | 2             | 0             | 3                 | 1                 | 0                 | 1                 | 23       | 3      | 2           | 1          |
| M. Klein        | 15            | 0             | 2             | 0             | 4                 | 0                 | 2                 | 0                 | 19       | 0      | 4           | 0          |
| D. Krümpelmann  | 20            | 1             | 2             | 0             | 4                 | 0                 | 0                 | 0                 | 24       | 1      | 2           | 0          |
| A. Kutschera    | 18            | 0             | 1             | 1             | 3                 | 0                 | 1                 | 0                 | 21       | 0      | 2           | 1          |
| S. Küsters      | 0             | 0             | 0             | 0             | 0                 | 0                 | 0                 | 0                 | 0        | 0      | 0           | 0          |
| H. Laeßig       | 21            | 7             | 5             | 0             | 4                 | 1                 | 1                 | 0                 | 25       | 8      | 6           | 0          |
| N. Mahmutovic   | 1             | 0             | 0             | 0             | 0                 | 0                 | 0                 | 0                 | 1        | 0      | 0           | 0          |
| S. Paßlack      | 20            | 4             | 2             | 1             | 4                 | 0                 | 1                 | 0                 | 24       | 4      | 3           | 1          |
| H. Peschke      | 22            | 1             | 3             | 0             | 4                 | 1                 | 0                 | 0                 | 26       | 2      | 3           | 0          |
| T. Puschmann    | 8             | 1             | 1             | 0             | 0                 | 0                 | 0                 | 0                 | 8        | 1      | 1           | 0          |
| H. Rahner       | 4             | 0             | 1             | 0             | 2                 | 0                 | 0                 | 0                 | 6        | 0      | 1           | 0          |
| E. Rottler      | 0             | 0             | 0             | 0             | 0                 | 0                 | 0                 | 0                 | 0        | 0      | 0           | 0          |
| A. Sassen       | 21            | 5             | 3             | 0             | 4                 | 0                 | 1                 | 0                 | 25       | 5      | 4           | 0          |
| D. Timofte      | 10            | 1             | 1             | 0             | 2                 | 0                 | 0                 | 0                 | 12       | 1      | 1           | 0          |
| R. Walz         | 16            | 3             | 3             | 0             | 4                 | 0                 | 0                 | 0                 | 20       | 3      | 3           | 0          |